# Effect (snooker)
In het snooker kan een speler verschillende soorten effect op de cueball (de witte speelbal) zetten. Het gebruik van effect is een van de belangrijkste middelen om de cueball onder controle te houden tijdens het spel, om hem met andere woorden goed te leggen voor een volgende stoot of hem in een moeilijke positie te leggen voor de tegenstander. De positie van de cueball wordt daarnaast ook bepaald door de hardheid waarmee men speelt.
Als er geen bijzonder effect wordt gebruikt, zal de cueball (in een rechte lijn) weinig meer bewegen nadat hij een andere geraakt heeft - hoogstens een beetje vooruit rollen - of (wanneer een bal onder een bepaalde hoek geraakt wordt) onder de natuurlijke hoek doorrollen. Hiervoor moet de cueball in het midden geraakt worden. Deze effecten worden regelmatig gebruikt:
- Topspin: de cueball rolt verder na contact met een andere bal. Bij het raken van de cueball in het midden zal er een heel klein beetje topspin optreden; om dit te versterken moet de cueball verder naar de bovenkant geraakt worden. De cueball zal dan duidelijk versnellen nadat hij een andere bal geraakt heeft, bij een rechte stoot zal deze de gespeelde bal achternagaan. Hoe hoger de cueball geraakt wordt, hoe sterker dit effect is, maar de keu kan 'afketsen' op de bal wanneer deze te hoog gespeeld wordt.

- Backspin (trekstoot): hiervoor moet de cueball aan de onderkant geraakt worden (dit wordt ook wel een screwshot genoemd). De cueball zal terugkomen nadat hij een andere bal geraakt heeft. De cueball kan wel opspringen wanneer deze te laag gespeeld wordt en in uitzonderlijke gevallen kan er (vooral door onervaren spelers) zelfs een gat in het laken gemaakt worden wanneer een krachtige stoot resulteert in een 'springbal', dus voor beginners is het aangeraden voorzichtig te zijn met diepe screwshots.

- Stun: hiervoor moet de cueball net ietsje onder het midden geraakt worden. In feite is stun een heel lichte vorm van backspin. Het verschil met het gebruik van geen bijzonder effect (in het midden raken) is dat de bal in een rechte lijn helemaal stil zal blijven liggen (de weinige "natuurlijke" topspin wordt tenietgedaan), en bij het raken onder een bepaalde hoek zal die ietsje vergroot worden (naar ongeveer 90 graden).

- Sidespin (zij-effect): hiervoor moet de cueball aan de linker- of rechterkant geraakt worden, eventueel aan de boven- of onderkant om sidespin te combineren met topspin of backspin. Sidespin kan verschillende doelen hebben; wanneer naar de band gespeeld wordt, zal de bal verder dan normaal terugkaatsen naar rechts indien de cueball rechts geraakt is en omgekeerd. Met sidespin kan er ook voor gezorgd worden dat de cueball in een boogvormige baan beweegt na een andere bal te hebben geraakt. Onbedoeld gebruik van sidespin is de belangrijkste reden waarom stoten gemist worden: de cueball wordt (door een  niet-perfecte techniek) onbedoeld iets links of rechts van het midden geraakt, waardoor hij een andere (ietwat boogvormige) baan gaan volgen en de andere bal dus niet helemaal raakt waar de speler dit wilde.

- Swerve: een soort combinatie tussen topspin en sidespin; de cueball wordt 'uit de hoogte' geraakt (met de keu ongeveer 45 graden naar boven gericht). Wordt hij links geraakt, dan zal de cueball een bocht naar rechts maken en omgekeerd. Het vereist veel training om swerveshots gericht en met precisie te kunnen spelen.

De natuurlijke hoek is ietsje kleiner dan 90°. Een cueball zonder effect zal dus loodrecht verder rollen ten opzichte van de lijn tussen de gespeelde bal en de pocket waar hij naar gespeeld is. Bij gebruik van topspin zal de hoek kleiner zijn (de bal rolt verder door), bij backspin groter (de bal rolt een stukje terug).
Hoe 'dunner' de gespeelde bal geraakt wordt, hoe meer kracht de cueball zal behouden. Dat verklaart ook waarom de cueball in een rechte lijn, zonder gebruik van effect, amper doorrolt na aanraking met de gespeelde bal: bijna alle energie is in die bal overgegaan. Het is voor een break meestal dan ook slecht als de cueball en de te spelen bal in lijn met het pocket liggen; met top- en backspin kan de cueball wel iets verder rollen of terugrollen, maar het is moeilijk om hem naar links of rechts te krijgen.
Voor alle soorten effect geldt: oefening baart kunst. Enkel door proberen en oefenen kan men ondervinden hoe elk effect het best bereikt kan worden en hoe hard de cueball daarvoor gespeeld moet worden. Het laken op de tafel en de keu hebben ook een belangrijke invloed.
Tot slot is het belangrijk ervoor te zorgen dat er voldoende krijt op de pomerans van de keu is, want anders kan een stoot met effect verkeerd aflopen, zeker als vrij ver van het midden van de cueball gespeeld wordt.
Jargon ·
Maximumbreak ·
Effect ·
Gesnookerd ·
Hulpstukken ·
Spelers ·
Toernooien